# Fritz Doht
Fritz Doht; eigentlich Friedrich Doht (* 25. Januar 1891 in Bielefeld; † 28. Dezember 1960 ebenda) war ein deutscher Schulleiter und sozialdemokratischer Politiker.

## Leben
Doht erlernte den Beruf des Handlungsgehilfen und besuchte danach ein Lehrerseminar. Zwischen 1913 und 1918 war er vertretungsweise Volksschullehrer, unterbrochen von der Teilnahme am Ersten Weltkrieg. In den Jahren 1918 bis 1923 war er regulärer Volksschullehrer und danach war er Rektor einer Schule in Bielefeld.
Im Jahr 1918 trat er der SPD bei. Zwischen 1919 und 1933 war Doht Stadtverordneter in Bielefeld. Er gehörte zwischen 1924 und 1932 dem preußischen Landtag an.
Zu Beginn der Zeit des Nationalsozialismus wurde Doht als Rektor entlassen. Nach dem Ende des Zweiten Weltkrieges war Doht kommissarisch Schulrat für die Kreise Minden I und II sowie Rektor der Stiftschule in Schildesche. Seit August 1946 war er regulärer Schulrat im Kreis Minden II. Zwischen 1953 und 1956 war er Schulrat und Regierungsrat bei der Bezirksregierung in Detmold. Anschließend leitete er bis zu seinem Tod die private Realschule im Schloss Varenholz.